# Pseudoeriosema borianii
Pseudoeriosema borianii är en ärtväxtart som först beskrevs av Georg August Schweinfurth, och fick sitt nu gällande namn av Lucien Leon Hauman. Pseudoeriosema borianii ingår i släktet Pseudoeriosema och familjen ärtväxter.

## Underarter
Arten delas in i följande underarter:
- P. b. borianii
- P. b. longipedunculatum